# Sparanise
Sparanise ist eine italienische Gemeinde (comune) mit 7189 Einwohnern (Stand 31. Dezember 2023) in der Provinz Caserta in Kampanien. Die Gemeinde liegt etwa 24 Kilometer nordwestlich von Caserta im sog. Agro caleno und am Rio Lanzi. Seit 2002 trägt die Gemeinde den Titel Città (Stadt). 

## Verkehr
Nordöstlich der Gemeinde verläuft die Autostrada A1 von Rom nach Neapel. Südlich der Gemeinde führt die Staatsstraße 7 von Latium kommend weiter Richtung Caserta und Neapel. Ein Bahnhof besteht an der Bahnstrecke Roma–Cassino–Napoli.